# Laski (powiat bełchatowski)
Laski – osada w Polsce, w województwie łódzkim, w powiecie bełchatowskim, w gminie Kluki.
Do 2023 miejscowość była przysiółkiem wsi Parzno.
W latach 1975–1998 przysiółek należał administracyjnie do województwa piotrkowskiego.